# Bissy-sur-Fley
Bissy-sur-Fley ist eine französische Gemeinde mit 82 Einwohnern (Stand: 1. Januar 2022) im Département Saône-et-Loire in der Region Bourgogne-Franche-Comté (vor 2016 Bourgogne). Die Gemeinde gehört zum Arrondissement Chalon-sur-Saône und zum Kanton Givry (bis 2015: Buxy).

## Lage
Bissy-sur-Fley liegt etwa 23 Kilometer südwestlich von Chalon-sur-Saône. Umgeben wird Bissy-sur-Fley von den Nachbargemeinden Fley im Norden und Osten, Culles-les-Roches im Süden und Südosten, Saint-Martin-du-Tartre im Süden und Westen sowie Germagny im Westen und Nordwesten.

## Bevölkerung
| Jahr                      | 1962 | 1968 | 1975 | 1982 | 1990 | 1999 | 2006 | 2011 | 2016 |
| ------------------------- | ---- | ---- | ---- | ---- | ---- | ---- | ---- | ---- | ---- |
| Einwohnerzahl             | 136  | 129  | 93   | 77   | 71   | 72   | 93   | 103  | 92   |
| Quelle: Cassini und INSEE |      |      |      |      |      |      |      |      |      |

## Sehenswürdigkeiten
- Kirche Nativité-de-la-Vierge aus dem 11. Jahrhundert, seit 1971 Monument historique
- Schloss Bissy-sur-Fley aus dem 15. Jahrhundert, seit 1932 Monument historique

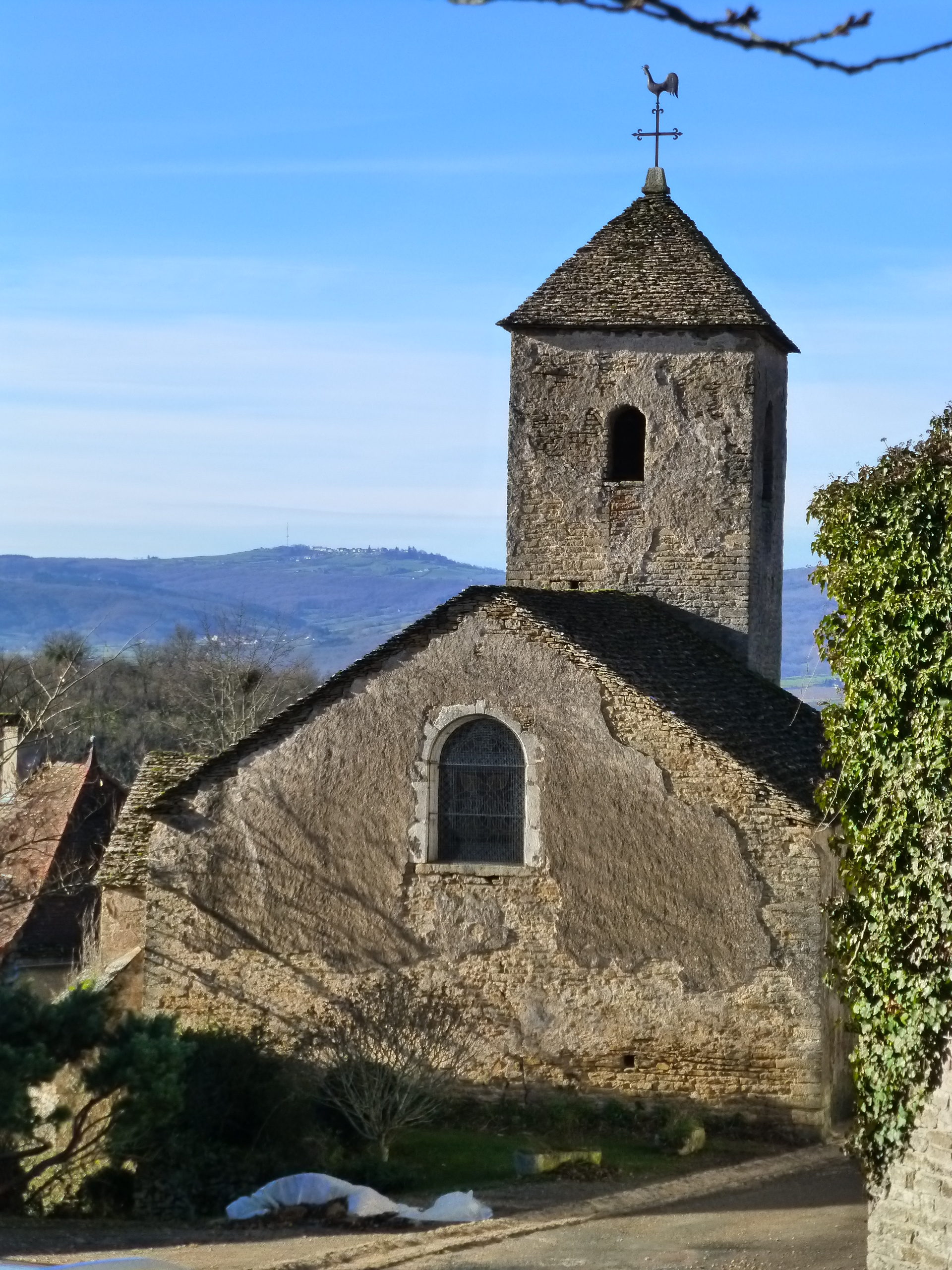
Kirche Nativité-de-la-Vierge
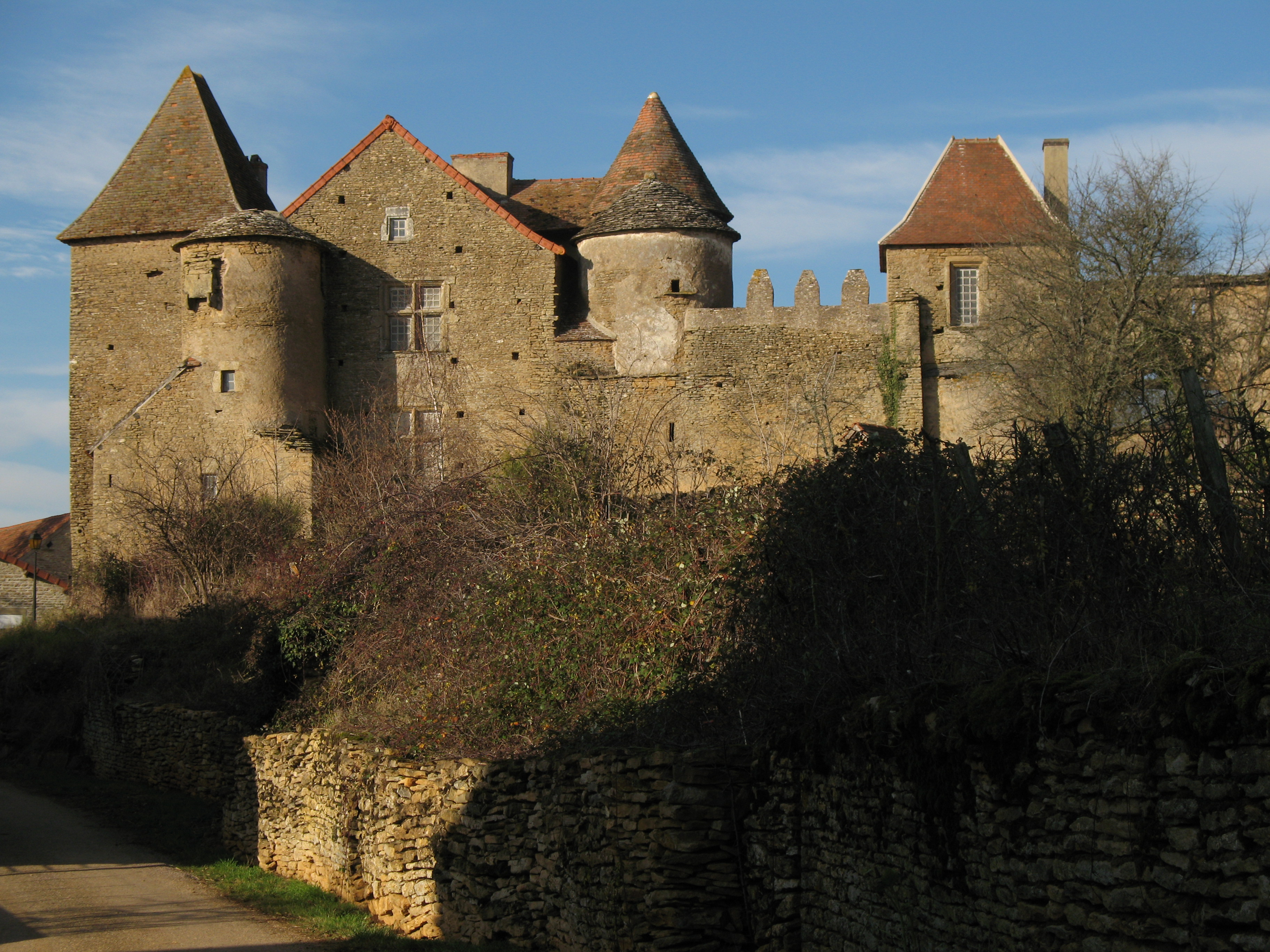
Schloss Bissy-sur-Fley

## Persönlichkeiten
- Pontus de Tyard (1512–1605), Schriftsteller